# Дядченко, Григорий Кононович
Григорий Кононович Дядченко (укр. Григо́рій Ко́нонович Дя́дченко ; 26 сентября (8 октября) 1869, село Кирилловка, Звенигородский уезд, Киевская губерния, Российская империя — 25 мая 1921, село Кирилловка) — русский и украинский художник-передвижник, представитель реализма в живописи.

## Биография
После окончания в 1889 году Киевской рисовальной школы, где он учился под руководством Николая Мурашко, отправился в Санкт-Петербург, где поступил и в 1894 году окончил Высшее художественное училище при Императорской Академии художеств. Получил 4 серебряные медали: 2 (1892), 1 (1893), 1 (1894). Звание классного художника 3 степени (5.11.1894) за картину «Встреча лучей» .
С 1895 года преподавал живопись и рисунок в Киевской рисовальной школе. В числе его известных учеников, Михаил Козык и Василий Сильвестров.
В Киеве с 1906 по 1919 год проживал на Андреевском спуске, 15, в, так называемом, Замке Ричарда — Львиное сердце.
Во время революции вернулся в родную Кирилловку, где провел последние годы жизни и был похоронен.

## Творчество
Дядченко — художник-пейзажист и портретист. Многие рисунки выполнил акварелью и цветными карандашами.
Писал небольшие поэтические пейзажи («Дворик», «Встреча лучей», 1884; «Левада», серия «Деревня Кирилловка», «Река Стугна», 1895; «Вечер над Днепром», «Киев. Вид на Подол», 1912; "Облако над Днепром ", 1919), портреты, которые отличались тонким психологизмом (Ф. Красицкого, 1884; «Головка девушки», 1892; скульптора Ф. Балавенского, 1907) и другие).
Произведения Г. Дядченко хранятся в Национальном художественном музее Украины в Киеве, Львовском музее украинского искусства, Полтавском и Харьковском художественных музеях.

## Память
В 1971 году на доме в Киеве, где жил и творил художник, была открыта мемориальная доска.

## Галерея

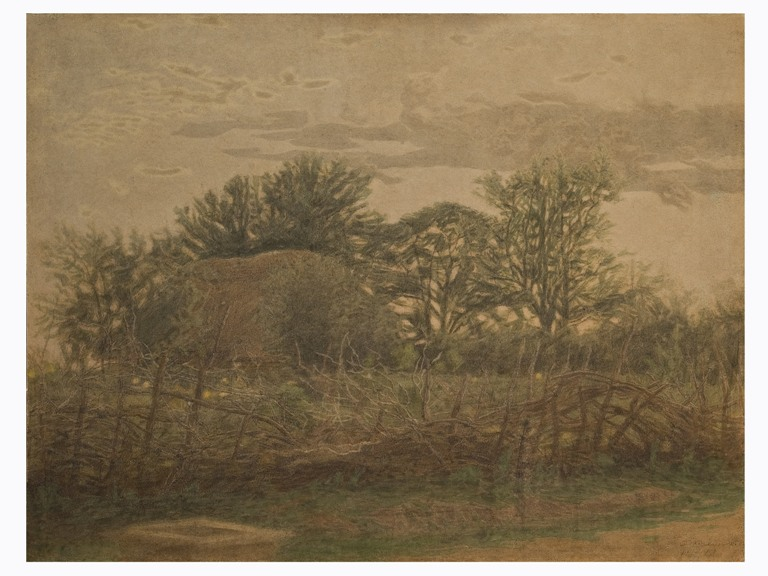
«На окраине села». 1904 г.
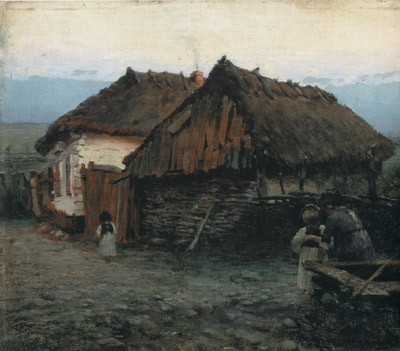
«Дворик»
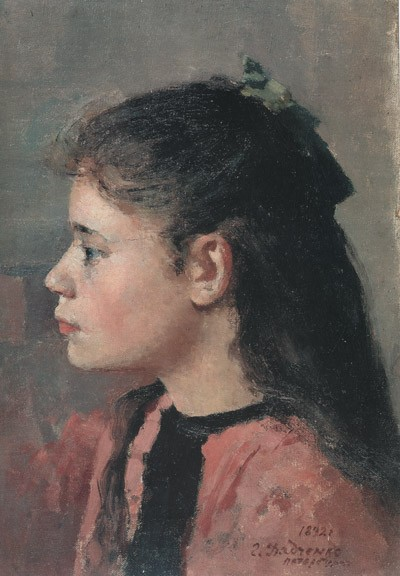
«Головка девушки»